# Казарян Володимир Едуардович
Володимир Едуардович Казарян (нар. 5 березня 1959, м. Оріхів Запорізької області, Україна) — український скульптор-мікромініатюрист вірменського походження, художник, філософ, бард, поет.

## Життєпис
Батько — відомий вірменський мініатюрист Едуард Казарян, мати — драматична акторка Ольга Величко. Через життєві обставини (мати не могла залишити професію, а батько не уявляв життя без Вірменії) Володимир довгий час жив окремо від батька.
Мініатюрою захопився у 18 років, спостерігаючи за роботою батька.
Першу мініатюру — ландшафт Дніпрогесу — подарував у 1979 році Леонідові Брежнєву.
Працює з мікроскопами, маскою на обличчі і зі спеціальними мікроінструментами з криці, платини й осколків штучних алмазів, які майстер виготовляє сам. Інколи на виготовлення інструментів витрачає більше часу, ніж на саму мікроскульптуру. Перед початком роботи три-п'ять днів голодую. Працює між ударами серця — мінімальна мікровібрація може завадити.
Матеріалом для мікромініатюр майстрові служать: слонова кістка, мармур, бурштин, риб'яча луска, дорогоцінні камені та метали. Підкладками — відполіровані людські  волосини, макове зернятко, зерно рису, вушко голки, кристалик цукру і навіть маленька піщинка. На виготовлення однієї мікромініатюри майстер витрачає від 1 до 3 місяців.
У 1984 році Володимир Казарян заснував премію «Троянда світу», виконавши на рисовому зернятку мікропортрети президентів різних країн та світових знаменитостей. Премію отримали Білл і Гілларі Клінтони, Арнольд Шварценеггер (США), Хосні Мубарак (Єгипет), Борисові Ельцину (Росія), Леонід Кравчук і Леонід Кучма (Україна).

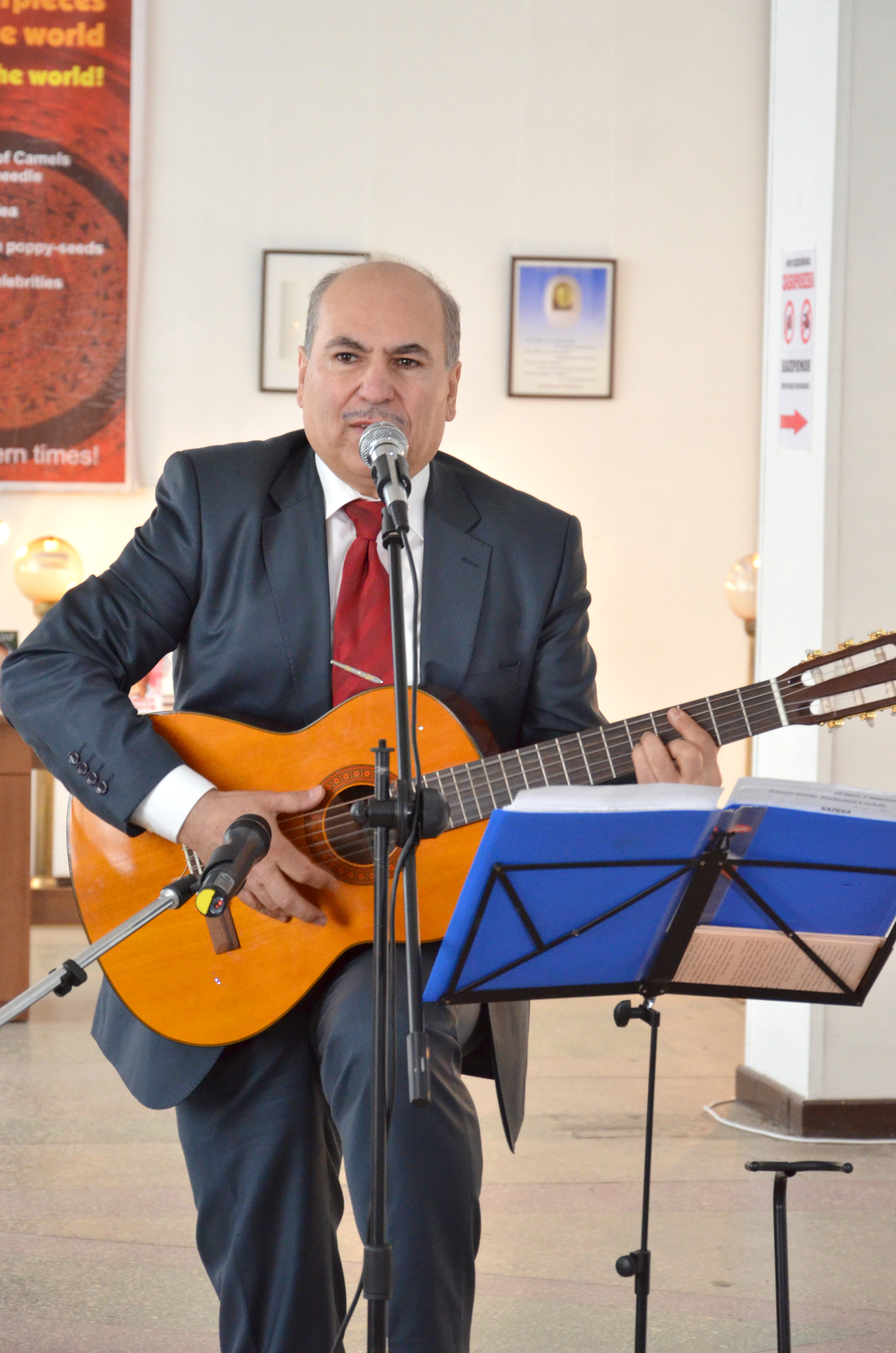
Співає Володимир Казарян. Під час виставки в Тернополі 17.03.2016

В основі світобачення Володимира Казаряна є фраза «Все неможливе можливо зробити». Своє покликання вбачає в тому, щоби показати необмежені людські можливості і залишити людству якнайбільше мініатюр.
Мріє створити в Харкові власний музей мініатюри.

## Виставки
- «Восьме диво світу» — експонувалася в Росії, Єгипті, Прибалтиці, Чехії та США, в Україні в Чернігові, Краматорську (січень 2012), Львові (липень 2015)[1], Тернополі (березень 2016). Кожна мікромініатюра демонструється у скляній кулі, зверху якої прикріплена збільшувальна лінза.[3]

## Доробок
Всього в колекції Володимира Казаряна є більше 500 мініатюр.
Серед робіт:
- Статуя Свободи (менша за оригінал у 17 000 000 000 разів),
- портрет Ісуса, зібраний з 10 тисяч мікрокаменів,
- найменша у світі Біблія,
- підкута блоха на кінчику людської волосини,
- портрети Леонардо да Вінчі, Тараса Шевченка, Лучано Паваротті, Олександра Пушкіна та інших на рисовому зернятку,
- караван верблюдів у вушку голки,
- скульптурне зображення Бога, розміщене у вушку швейної голки,
- букет троянд, пелюстки яких зроблені з риб'ячої луски, а стебельця — з людських волосин,
- борці сумо на маковому зернятку.